# Bass żarłoczny
Bass żarłoczny (Lepomis gulosus) – gatunek słodkowodnej ryby okoniokształtnej z rodziny bassowatych.

## Zasięg występowania
Gatunek występuje w wodach Ameryki Północnej.

## Charakterystyka
Spotykany w rzekach i jeziorach nad mulistym dnem. Żywi się zoobentosem i małymi rybami. Dorasta do około 30 cm długości.